# Giuseppe Bazzani

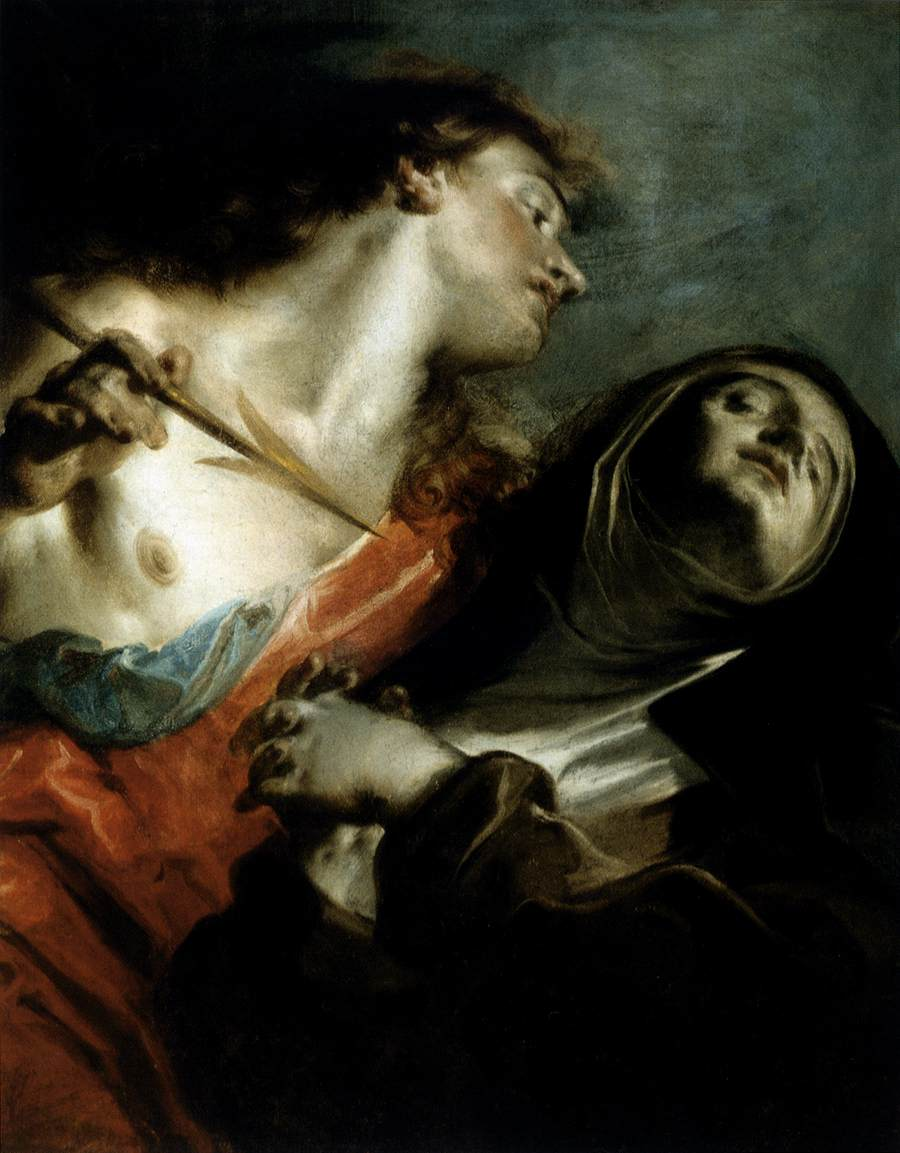
Die Ekstase der Hl. Theresia, Budapest, Szépművészeti Múzeum, um 1745–50

Giuseppe Bazzani (* 23. September 1690 in Mantua; † 17. August 1769 ebenda) war ein italienischer Maler.

## Leben
Bazzani ging zunächst bei dem Parmeser Maler Giovanni Canti (1653–1716) in die Lehre. Gelegentlich schuf er Gemälde und Fresken zusammen mit dem Canti-Schüler Francesco Maria Raineri (1676–1758).
Bevor Bazzani als Rokokomaler hervortrat, der schließlich Giovanni Battista Pittoni (1687–1767) und Giovanni Battista Tiepolo (1696–1770) nahestand, orientierte er sich schrittweise an seinen Vorgängern – als da waren die Maler des Barock Francesco Maffei (* 1600), Peter Paul Rubens (1577–1640), Domenico Fetti (* 1589) und Paolo Veronese (1528–1588).
Ab 1752 lehrte Bazzani an der Accademia di Belle Arti di Mantova und stand der Mantuaner Kunsthochschule ab 1767 als Direktor vor. Zu seinen Schülern zählten Felice Campi (1746–1817) und sein Adoptivsohn Domenico Conti Bazzani (1740–1817).

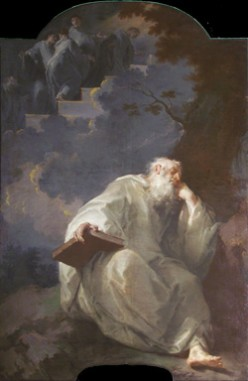
Der Traum des Hl. Romuald, Mantua, Museo Diocesano, um 1750

## Werke (Auswahl)
- 1750: La salita al Calvario[3], Louvre, Paris
- Jephtas Tochter[4], Louvre, Paris
- Esther und Ahasverus[5], Schwedisches Nationalmuseum, Stockholm